# ۲۰۰ (قمری)
۲۰۰ (قمری)، دویستمین سال در گاهشماری هجری قمری است. اول محرم این سال برابر با پانزدهم اوت سال ۸۱۵ میلادی است.